# Eupithecia kootenaiata
Eupithecia kootenaiata là một loài bướm đêm trong họ Geometridae.